# Одбојкашка репрезентација Словеније
Одбојкашка репрезентација Словеније представља национални тим Словеније у одбојци.

## Резултати на међународним такмичењима

### Олимпијске игре
| Година        | Турнир                | Позиција              | Од.                   | П                     | И                     | ОС                    | ИС                    | Кол.                  |
| ------------- | --------------------- | --------------------- | --------------------- | --------------------- | --------------------- | --------------------- | --------------------- | --------------------- |
| 1964—1988.    | Као Југославија       | Као Југославија       | Као Југославија       | Као Југославија       | Као Југославија       | Као Југославија       | Као Југославија       | Као Југославија       |
| 1992. - 2020. | Није се квалификовала | Није се квалификовала | Није се квалификовала | Није се квалификовала | Није се квалификовала | Није се квалификовала | Није се квалификовала | Није се квалификовала |
| 2024.         | Четвртфинале          | 5. место              | 4                     | 3                     | 1                     | 10                    | 6                     | 1,667                 |
| Укупно        | 1. учешће             | 5. место              | 4                     | 3                     | 1                     | 10                    | 6                     | 1,667                 |

### Светско првенство
| Година     | Позиција              | Од.                   | П                     | И                     | ОС                    | ИС                    | Кол.                  |
| ---------- | --------------------- | --------------------- | --------------------- | --------------------- | --------------------- | --------------------- | --------------------- |
| 1949—1990. | Као Југославија       | Као Југославија       | Као Југославија       | Као Југославија       | Као Југославија       | Као Југославија       | Као Југославија       |
| 1994—2014. | Није се квалификовала | Није се квалификовала | Није се квалификовала | Није се квалификовала | Није се квалификовала | Није се квалификовала | Није се квалификовала |
| 2018.      | 12. место             | 8                     | 4                     | 4                     | 17                    | 16                    | 1,062                 |
| 2022.      | 4. место              | 7                     | 4                     | 3                     | 15                    | 11                    | 1,364                 |
| Укупно     | 2/7                   | 15                    | 8                     | 7                     | 32                    | 127                   | 1,185                 |

### Европско првенство
| Година     | Позиција         | Од.              | П                | И                | ОС               | ИС               | Кол.             |
| ---------- | ---------------- | ---------------- | ---------------- | ---------------- | ---------------- | ---------------- | ---------------- |
| 1948—1991. | Као Југославија  | Као Југославија  | Као Југославија  | Као Југославија  | Као Југославија  | Као Југославија  | Као Југославија  |
| 1993—1999. | Није учествовала | Није учествовала | Није учествовала | Није учествовала | Није учествовала | Није учествовала | Није учествовала |
| 2001.      | 9.               | 5                | 0                | 5                | 3                | 15               | 0,2              |
| 2003—2005. | Није учествовала | Није учествовала | Није учествовала | Није учествовала | Није учествовала | Није учествовала | Није учествовала |
| 2007.      | 16.              | 3                | 0                | 3                | 2                | 9                | 0,222            |
| 2009.      | 15.              | 3                | 0                | 3                | 1                | 9                | 0,111            |
| 2011.      | 9.               | 4                | 2                | 2                | 9                | 8                | 1,123            |
| 2013.      | 13.              | 3                | 1                | 2                | 5                | 7                | 0,714            |
| 2015.      | 2.               | 7                | 4                | 3                | 14               | 12               | 1,167            |
| 2017.      | 8.               | 5                | 2                | 3                | 6                | 9                | 0,67             |
| 2019.      | 2.               | 9                | 6                | 3                | 20               | 13               | 1,538            |
| 2021.      | Следи            | Следи            | Следи            | Следи            | Следи            | Следи            | Следи            |
| Укупно     | 8/14             | 39               | 15               | 24               | 60               | 82               | 0,731            |

### Светска лига
| Година      | Позиција              | Од.                   | П                     | И                     | ОС                    | ИС                    | Кол.                  |
| ----------- | --------------------- | --------------------- | --------------------- | --------------------- | --------------------- | --------------------- | --------------------- |
| 1990—1991.  | Као Југославија       | Као Југославија       | Као Југославија       | Као Југославија       | Као Југославија       | Као Југославија       | Као Југославија       |
| 1992.—2015. | Није се квалификовала | Није се квалификовала | Није се квалификовала | Није се квалификовала | Није се квалификовала | Није се квалификовала | Није се квалификовала |
| 2016        | 25. место             | -                     | -                     | -                     | -                     | -                     | -                     |
| 2017        | 13. место             | -                     | -                     | -                     | -                     | -                     | -                     |
| 2018.—2020. | Није се квалификовала | Није се квалификовала | Није се квалификовала | Није се квалификовала | Није се квалификовала | Није се квалификовала | Није се квалификовала |
| Укупно      | 2/28                  | -                     | -                     | -                     | -                     | -                     | -                     |

### Светски куп
| Година     | Позиција              | Од.                   | П                     | И                     | ОС                    | ИС                    | Кол.                  |
| ---------- | --------------------- | --------------------- | --------------------- | --------------------- | --------------------- | --------------------- | --------------------- |
| 1965—1991. | Као Југославија       | Као Југославија       | Као Југославија       | Као Југославија       | Као Југославија       | Као Југославија       | Као Југославија       |
| 1995—2019. | Није се квалификовала | Није се квалификовала | Није се квалификовала | Није се квалификовала | Није се квалификовала | Није се квалификовала | Није се квалификовала |
| 2021.      | Следи                 | Следи                 | Следи                 | Следи                 | Следи                 | Следи                 | Следи                 |
| Укупно     | 0/7                   | -                     | -                     | -                     | -                     | -                     | -                     |